# Mistério em Paris
Murder Mystery 2 (bra/prt: Mistério em Paris) é um longa-metragem de comédia e mistério estadunidense lançado em 2023 dirigido por Jeremy Garelick e escrito por James Vanderbilt. Sequência do filme Murder Mystery (2019) é estrelado por Adam Sandler e Jennifer Aniston. Sua estreia mundial ocorreu pela Netflix no dia 31 de Março de 2023.

## Elenco
- Adam Sandler como Nick Spitz
- Jennifer Aniston como Audrey Spitz
- Mark Strong como Connor Miller
- Mélanie Laurent como Claudette
- Jodie Turner-Smith como Condessa Sekou
- John Kani como Coronel Ulenga
- Kuhoo Verma como Saira
- Dany Boon como Inspetor Delacroix
- Adeel Akhtar como O Marajá
- Enrique Arce como Francisco
- Zurin Villanueva como Imani
- Jillian Bell como Susan
- Tony Goldwyn como Silverfox
- Annie Mumolo como Mrs. Silverfox
- Myo Leong como Mr. Lou
- Carlos Ponce como O Piloto

## Produção

### Desenvolvimento
Em outubro de 2019, foi anunciado que uma sequência de Murder Mystery estava em desenvolvimento com Adam Sandler e Jennifer Aniston reprisando seus papéis. Em agosto de 2021, Jeremy Garelick foi contratado como diretor, a partir de roteiro de James Vanderbilt, com as filmagens da sequência ocorrendo em Paris e no Caribe. Sandler e Aniston confirmaram seus retornos durante o September 2021 Tudum Global Fan Event.
Em janeiro de 2022, foi relatado que Adeel Akhtar e John Kani estariam reprisando seus papéis do primeiro filme, com Mark Strong, Mélanie Laurent, Jodie Turner-Smith, Kuhoo Verma, Enrique Arce, Tony Goldwyn, Annie Mumolo e Zurin Villanueva se juntando ao filme como estreantes.

### Filmagens
As filmagens iniciaram em janeiro de 2022, no Havaí; e terminaram no dia 8 de Abril de 2022 em Paris, na França.

## Lançamento
Murder Mystery 2 foi lançado em 31 de março de 2023, pela Netflix.

## Recepção
No Rotten Tomatoes, o filme possui uma taxa de aprovação de 46% com base em 80 críticas, com uma classificação média de 4,8/10. O consenso crítico do site diz: "Uma sequência genialmente medíocre de seu antecessor igualmente mediano, Murder Mystery 2 poderia ter sido muito melhor ... e muito pior." Metacritic atribuiu ao filme uma pontuação média ponderada de 44 em 100, com base em 28 críticos, indicando "críticas mistas ou médias".

## Ligações Externas
- Mistério em Paris na Netflix
- Mistério em Paris. no IMDb.
- «Mistério em paris» (em inglês) no Rotten Tomatoes
- «Mistério em Paris» (em inglês). no Metacritic